# Femeia în valuri
Femeia din valuri (în franceză La Femme à la vague) este o pictură în ulei pe pânză realizată de Gustave Courbet în 1868, aflată în prezent în colecția Metropolitan Museum of Art.
Poza este remarcabilă pentru tonurile sale realiste ale trupului și prezenței părului la subraț.
Lucrarea este expusă în Galeria 811 a Muzeului Metropolitan.